# Ruellia macarenensis
Ruellia macarenensis är en akantusväxtart som beskrevs av Emery Clarence Leonard. Ruellia macarenensis ingår i släktet Ruellia och familjen akantusväxter. Inga underarter finns listade i Catalogue of Life.